# Hiperinflación en Venezuela
La hiperinflación en Venezuela fue un fenómeno económico que comenzó en julio de 2017, cuando se registró una inflación mensual de 56,7% e interanual de 1.370%; en ese período se anunció la creación del billete de 100.000 bolívares. Es considerada la peor hiperinflación en la historia latinoamericana. Durante el primer gobierno de Nicolás Maduro, la inflación acumulada entre los años 2013 y 2019 en el país fue de 5.395.536.286%.
Para el economista Steve Hanke para diciembre de 2020 la hiperinflación continuaba a pesar de que la tasa de inflación acumulada había bajado a 7.072% «es imposible saber de cuánto será ni cuánto durará la hiperinflación en Venezuela. Yo mido la inflación, no la predigo». El Banco Central ha evitado revelar durante tres años desde 2016 hasta el 2019, esta información a la ciudadanía, por su parte la Asamblea Nacional de mayoría opositora ha entregado estas variables mes a mes y ha revelado que el mes con mayor inflación mensual fue septiembre de 2018 con 233,3% y para febrero de 2019 la hiperinflación interanual llegó a 2.295.981%. Para varios economistas la hiperinflación continuará durante el año 2021 mientras no se motive la producción nacional y se priorice la importación de materia prima para reactivar la industria.
Para mediados del año 2020 la situación económica empeoraba por la Pandemia de COVID-19 en Venezuela según una encuesta realizada por las universidades del país; la clase media-baja ha desaparecido y sus datos estadísticos son alarmante para un país petrolero, siendo «Venezuela es el segundo país más pobre y más desigual de Latinoamérica». Para el mes de enero de 2021, la inflación mensual fue de 55,2% una de las más altas en la economía mundial.
El economista Leonardo Buniak argumenta que Venezuela está en «un proceso de hiperinflación de 4 años es insostenible», «el BCV ha aumentado la liquidez monetaria en un billón un mil millones de bolívares emitidos para financiar el gasto público y que no pagamos la deuda desde 2017« y «nos hemos convertido en un estado forajido». Venezuela sigue en hiperinflación según el decano de la facultad Ciencias Económicas y Sociales de la Universidad Católica Andrés Bello (UCAB), Ronald Balza, explicó que mientras se mantenga un mes por encima del 50% hay que esperar que los siguientes doce meses se muestren por debajo del 50%. De acuerdo con el famoso principio del economista Philip Cagan: «una hiperinflación termina cuando un país pasa 12 meses consecutivos con una variación de precios inferior a 50% intermensual».

## Antecedentes históricos
Para 1996 se registró la penúltima mayor tasa de inflación en Venezuela, cuando alcanzó la cifra anual de tres dígitos: se sospecha una correlación entre recesión e inflación.

## Causas

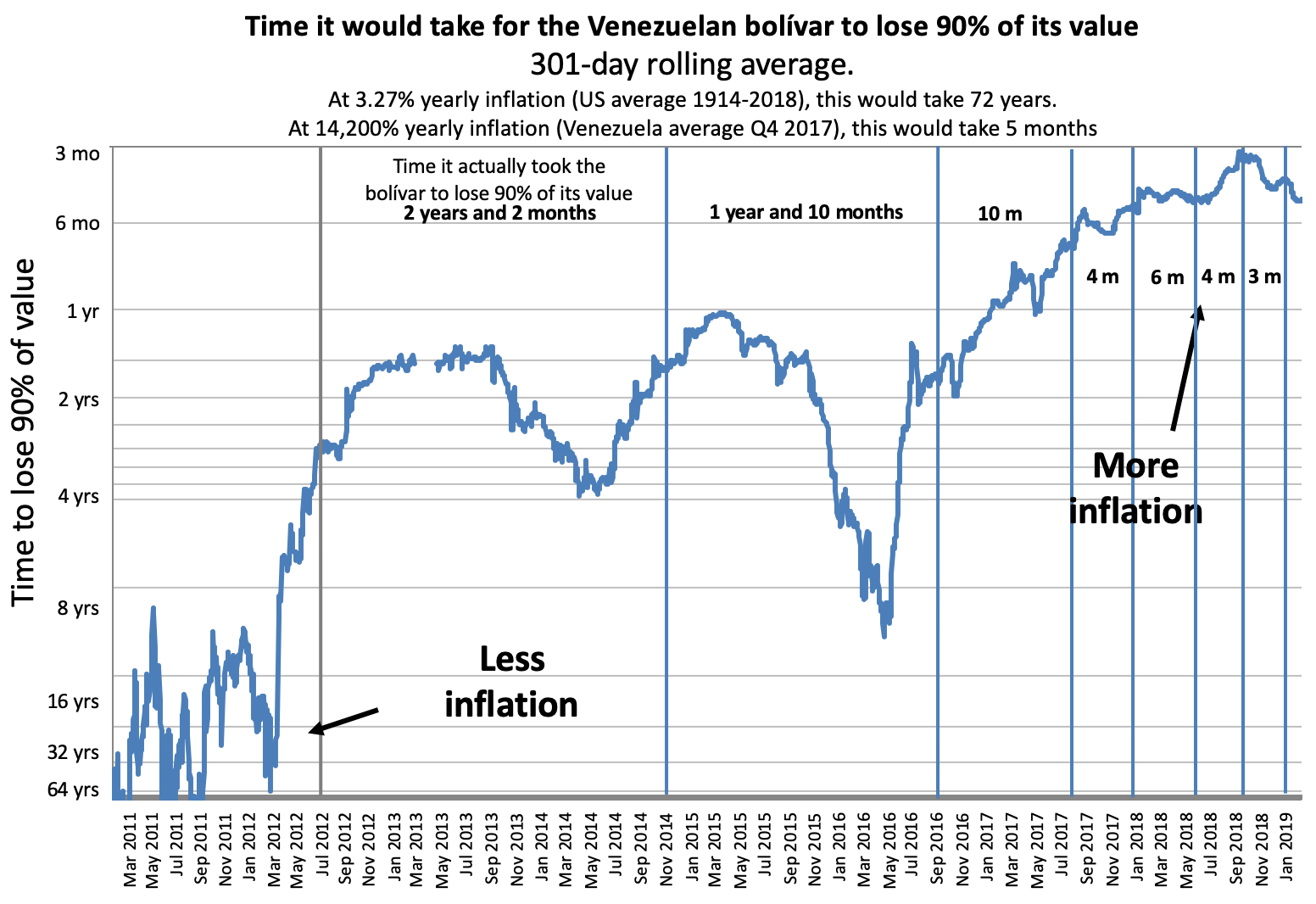
hiperinflación en Venezuela tabla que representa en el tiempo que tomaría al bolívar en perder el 90% de su valor como moneda (Media móvil, escala logarítmica invertida).

Los principales detonantes de la hiperinflación en Venezuela tienen que ver con la intervención por parte del gobierno de Venezuela en la política monetaria, del Banco Central de Venezuela (BCV), principalmente a través de la inyección de dinero inorgánico en la economía y en los cambios de la ley de endeudamiento iniciados en 2009. Adicionalmente, el déficit fiscal de la República es financiado por el BCV, lo cual genera un proceso conocido como la monetización del déficit.
El exagerado crecimiento de la deuda externa sin control entre los años 2007 y 2012 que dejó sin respiro al país al quintuplicarse la deuda y la acumulación de juicios a causa de las expropiaciones en esa época que comenzaron a deteriorar la economía a partir del año 2017. (ver Deuda pública en Venezuela).
Por otro lado, debido a la crisis económica que azotó al país desde 2013, el gobierno redujo dramáticamente la entrega de dólares preferenciales para las importaciones de materia prima para la industria en cambio aumentó la importación de productos terminados y alimentos como leche, granos, pasta, carne, pollo y de alimentos envasados realizados por programas auspiciados por el gobierno, lo cual generó una reducción de la oferta de bienes producidos en el país.
El 30 de diciembre según reportes del Banco Central de Venezuela el país venía en el segundo trimestre de reportar una caída de 4,9%, luego de registrar una contracción de 4,8% en los primeros tres meses del año. Para el tercer trimestre el país registró una contracción de 2,3%, este comportamiento económico de Venezuela en lo que va del año, de acuerdo con los parámetros internacionales, dos trimestres continuos con contracciones económicas apuntan hacia una recesión. De acuerdo a varios analistas estiman que Venezuela entró en un ciclo de «estanflación», que implica contracción económica e inflación alta.
Por último, el control de cambios, vigente desde el año 2003 que duró hasta el año 2019, generó falta de divisas en la economía y la aparición de grandes grupos y empresas dedicadas a la importación con corrupción que aprovecharon de un mercado paralelo que cotiza muy por encima de la referencia oficial, dicho mercado fue utilizado para fijar el precio de productos y servicios.
En marzo de 2020 nuevamente repuntó la inflación que fue afectado a nivel mundial por la Pandemia de COVID-19 que provocó la caída de los precios del petróleo además del problema interno de la caída de producción de petróleo en Venezuela que se había iniciado desde 2017 y se deterioro en 2018. Por otro lado durante la pandemia en 2020 el envío de remesas de los migrantes venezolanos para sostener la economía familiar se vio deteriorado y el desempleo que ha provocado.
Según el Fondo Monetario Internacional (FMI) proyecta para el año 2021 una inflación de 5,500% y una contracción económica del 10% destacando que la contracción económica durante el 2020 fue de 30% mientras otros países de la región pasaron del negativo en 2020, al positivo en 2021.

## Evolución

### Reportes del Banco Central
El BCV mantuvo el silencio informativo desde diciembre de 2015 al respecto a los índices de inflación durante los años 2016, 2017 y 2018. En mayo de 2019 el BCV admitió una hiperinflación acumulada de 53.798.500% entre 2016 y abril de 2019. El 28 de mayo de 2019 el Banco Central de Venezuela publicó la inflación para mes de abril de 2019 de 33,78% y el acumulado de un año entre abril de 2018 y abril de 2019 de 283.972,81% En diciembre de 2023 el BCV confirmó que el año 2018 cerró con una inflación acumulada de 130.060%.
| Fecha | Hiperinflación (%) |
| Año   | Acumulada          |
| ----- | ------------------ |
| 2015  | 180,9%             |
| 2016  | 274 4%             |
| 2017  | 862 6%             |
| 2018  | 130.060%           |
| 2019  | 9.585%             |

El 8 de octubre de 2020 un informe más detallado el Banco Central de Venezuela entregó la tabla de los primeros diez meses incluyendo el acumulado y el interanual revelando que la inflación de septiembre de 2020 fue de 27,9% y el acumulado 844,05% mientras el interanual fue de 1.813,09% por ahora no se ha revelado las tablas completas de los años 2016, 2017, 2018, y 2019 según criterio del diputado José Guerra, Venezuela se mantiene en Hiperinflación. Durante el año 2020 la economía venezolana se ha dolarizado, mientras el bolívar ha quedado reducido al pago del transporte colectivo y de algunos servicios públicos, la mayoría de operaciones se hace vía digital o en moneda norteamericana, ya casi nadie usa los billetes, el billete más grande de 100 mil bolívares alcanza para dos pasajes de transporte público o la compra de una pieza de pan de 40 gr. El Banco Central de Venezuela informó que la inflación durante el año 2020 cerró en 2.959,8% y del mes de enero de 2021 fue 46,6% y la interanual fue 2.665,36% en este mismo informe agregó que la inflación de octubre de 2020 fue 30,5%, la de noviembre fue de 40% y la de diciembre 77,5%.
Según el economista venezolano y exjefe de las mesas de cambio del Banco Central de Venezuela (BCV), Hermes Pérez expresó que el financiamiento monetario a la empresa Pdvsa entre enero de 2017 y enero de 2021 ha aumentado y alcanza a 3.564.073.363% y que es una de las causas detonante de la inflación, el financiamiento monetario sostenido a la empresa estatal PDVSA durante este periodo, es por ese motivo que está prohibido el financiamiento a empresas por los Bancos centrales en el mundo, de acuerdo a la Ley de bancos y la CRBV.
| Fecha | Fecha      | Hiperinflación (%) | Hiperinflación (%) | Hiperinflación (%) |
| Año   | Mes        | Interanual         | Mensual            | Acumulada          |
| ----- | ---------- | ------------------ | ------------------ | ------------------ |
| 2017  | enero      | 302.9 %            | 17.5 %             | 17.5 %             |
| 2017  | febrero    | 317.7 %            | 12.7 %             | 32.4 %             |
| 2017  | marzo      | 317.4 %            | 10.4 %             | 46.2 %             |
| 2017  | abril      | 295.12%            | 8.3 %              | 58.3 %             |
| 2017  | mayo       | 272.4 %            | 11.7 %             | 76.8 %             |
| 2017  | junio      | 250.8 %            | 12.3 %             | 98.6 %             |
| 2017  | julio      | 267.0 %            | 13.7 %             | 125.8 %            |
| 2017  | agosto     | 336.7 %            | 19.0 %             | 168.7 %            |
| 2017  | septiembre | 307.8 %            | 26.1 %             | 238.8 %            |
| 2017  | octubre    | 370.9 %            | 31.9 %             | 346.9 %            |
| 2017  | noviembre  | 502.9 %            | 38.4 %             | 518.1 %            |
| 2017  | diciembre  | 862.6%             | 55.6 %             | 862.6 %            |

| Fecha | Fecha      | Hiperinflación (%) | Hiperinflación (%) | Hiperinflación (%) |
| Año   | Mes        | Interanual         | Mensual            | Acumulada          |
| ----- | ---------- | ------------------ | ------------------ | ------------------ |
| 2018  | enero      | 1112.3 %           | 66.0 %             | 66.0 %             |
| 2018  | febrero    | 1391.7 %           | 44.7 %             | 140.3 %            |
| 2018  | marzo      | 1765.0 %           | 40.9 %             | 238.6%             |
| 2018  | abril      | 2531.9 %           | 55.8 %             | 427.6 %            |
| 2018  | mayo       | 5010.8%            | 110.3 %            | 1009.5 %           |
| 2018  | junio      | 8900.0%            | 96.7%              | 2082.5 %           |
| 2018  | julio      | 14437.9 %          | 81.4 %             | 3859.1 %           |
| 2018  | agosto     | 22403.8 %          | 76.0 %             | 6868.0 %           |
| 2018  | septiembre | 42959.8 %          | 127.7 %            | 15766.2 %          |
| 2018  | octubre    | 64131.2 %          | 88.1 %             | 29744.3 %          |
| 2018  | noviembre  | 103486.7 %         | 123.2 %            | 66512.5 %          |
| 2018  | diciembre  | 130060.9 %         | 95.4 %             | 130060.9 %         |

| Fecha | Fecha      | Hiperinflación (%) | Hiperinflación (%) | Hiperinflación (%) |
| Año   | Mes        | Interanual         | Mensual            | Acumulada          |
| ----- | ---------- | ------------------ | ------------------ | ------------------ |
| 2019  | enero      | 232559.7 %         | 196.6 %            | 196.6 %            |
| 2019  | febrero    | 344628.8 %         | 114.4 %            | 535.9 %            |
| 2019  | marzo      | 329704.4 %         | 34.8 %             | 757.2 %            |
| 2019  | abril      | 283133.8 %         | 33.8 %             | 1046.9 %           |
| 2019  | mayo       | 187779.8 %         | 39.5 %             | 1499.9 %           |
| 2019  | junio      | 116524.9 %         | 22.1 %             | 1853.5 %           |
| 2019  | julio      | 76664.1 %          | 19.4 %             | 2232.5 %           |
| 2019  | agosto     | 25682.6 %          | 34.6 %             | 3039.6 %           |
| 2019  | septiembre | 39141.2 %          | 52.2 %             | 4678.5 %           |
| 2019  | octubre    | 25476.6%           | 22.6 %             | 5758.5 %           |
| 2019  | noviembre  | 14326.9 %          | 25.7 %             | 7264.2 %           |
| 2019  | diciembre  | 9585.8 %           | 31.5%              | 9585.8 %           |

- Referencia; Tabla del Banco Central de Venezuela [36]

En febrero de 2020 un reporte del Banco Central de Venezuela reveló que la inflación durante el año 2019 fue de 9.585,5% un poco más alto que el reporte económico entregado por la Asamblea Nacional. Un reporte dio detalles de algunos índices como la inflación de abril de 2020 fue de 27,5%, el 8 de junio dio las cifras de la inflación acumulada de los primeros meses de enero hasta mayo de 2020 equivalente a 295,9% así mismo informó que la inflación del mes de mayo de 2020 fue de 38,6%. Un breve informe del Banco Central emitido el 1 de septiembre de 2020 después de seis meses declara que la inflación de julio fue de 19,6%, la inflación acumulada fue 491,94% y la inflación interanual de 2.358,49%.
Un comunicado de BCV reportó que la inflación del mes enero de 2021 fue 46,6%, de febrero de 33,8% y de marzo fue de 16,1%, el acumulado de 127,8% y el interanual de 3.012,2% La inflación en abril la ubicó en 24,6% y la acumulada en 183,8% La inflación para mayo según el BCV fue de 28,5% y un acumulado de 264,8% La inflación en septiembre fue de 7,1% Los datos para octubre la inflación fue de 6.8 % y para noviembre la inflación fue de 8.4 % y la acumulada de 631.1 % mientras la anualizada fue de 1 197.5 %. Los datos de diciembre según el BCV la inflación fue de 7.6 % y la acumulada llegó a 686.4 %.
En enero de 2022 la inflación fue de 6.7 % y la interanual de 472.5 % En abril el BCV informó que la inflación en marzo fue de 1.4 % y el acumulado del año 11.4 % mientras el interanual corresponde a 284.4 % BCV registra que la inflación de agosto fue de 8.2 % una interanual de 114.1 % y inflación acumulada de 60.5 La inflación de septiembre fue de 28.7 % y el acumulado 106.64 %, mientras en octubre la inflación mensual fue de 6.2 % y el acumulado hasta octubre de 119,37 %.
| Fecha | Fecha      | Hiperinflación (%) | Hiperinflación (%) | Hiperinflación (%) |
| Año   | Mes        | Interanual         | Mensual            | Acumulada          |
| ----- | ---------- | ------------------ | ------------------ | ------------------ |
| 2020  | enero      | 5197.0 %           | 62.2 %             | 62.2 %             |
| 2020  | febrero    | 2910.9 %           | 21.8 %             | 97.7 %             |
| 2020  | marzo      | 2430.6 %           | 13.3 %             | 124 %              |
| 2020  | abril      | 2311.8 %           | 27.5 %             | 185.6 %            |
| 2020  | mayo       | 2296.6 %           | 38.6 %             | 295.9 %            |
| 2020  | junio      | 2354.7 %           | 25.1 %             | 395.1 %            |
| 2020  | julio      | 2358.4 %           | 19.6 %             | 491.9 %            |
| 2020  | agosto     | 2177.0 %           | 24.7 %             | 638.07 %           |
| 2020  | septiembre | 1813.09 %          | 27.9 %             | 844.05 %           |
| 2020  | octubre    | 1936.7 %           | 30.5 %             | 1131.8 %           |
| 2020  | noviembre  | 2167.7 %           | 40.0 %             | 1624.1 %           |
| 2020  | diciembre  | 2,959.8 %          | 77.5 %             | 2,959.8 %          |

| Fecha | Fecha      | Hiperinflación (%) | Hiperinflación (%) | Hiperinflación (%) |
| Año   | Mes        | Interanual         | Mensual            | Acumulada          |
| ----- | ---------- | ------------------ | ------------------ | ------------------ |
| 2021  | enero      | 2665.4 %           | 46.6 %             | 46.6 %             |
| 2021  | febrero    | 2936.7 %           | 33.8 %             | 96.2 %             |
| 2021  | marzo      | 3012.2 %           | 16.1 %             | 127.8 %            |
| 2021  | abril      | 2940.8 %           | 24.6 %             | 183.8 %            |
| 2021  | mayo       | 2719.5 %           | 28.5 %             | 264.8 %            |
| 2021  | junio      | 2507.9 %           | 15.7 %             | 322.0 %            |
| 2021  | julio      | 2444.4 %           | 16.7 %             | 392.2 %            |
| 2021  | agosto     | 2343.9 %           | 19.8 %             | 489.5 %            |
| 2021  | septiembre | 1946.0 %           | 7.1 %              | 531.2 %            |
| 2021  | octubre    | 1575.3 %           | 6.8 %              | 574.4 %            |
| 2021  | noviembre  | 1197.5 %           | 8.4 %              | 631.1 %            |
| 2021  | diciembre  | 686.4 %            | 7.6 %              | 686.4 %            |

| Fecha | Fecha      | Inflación (%) | Inflación (%) | Inflación (%) |
| Año   | Mes        | Interanual    | Mensual       | Acumulada     |
| ----- | ---------- | ------------- | ------------- | ------------- |
| 2022  | enero      | 472.5 %       | 6.7 %         | 6.7 %         |
| 2022  | febrero    | 340.4 %       | 2.9 %         | 9.9 %         |
| 2022  | marzo      | 284.4 %       | 1.4 %         | 11.4 %        |
| 2022  | abril      | 222.3 %       | 4.4 %         | 16.3 %        |
| 2022  | mayo       | 167.9 %       | 6.5 %         | 23.9 %        |
| 2022  | junio      | 157.2 %       | 11.4 %        | 38.0 %        |
| 2022  | julio      | 137.1 %       | 7.5 %         | 48.4 %        |
| 2022  | agosto     | 114 1 %       | 8 2 %         | 60 5 %        |
| 2022  | septiembre | 157 43 %      | 28 7 %        | 106 4 %       |
| 2022  | octubre    | 155 80 %      | 6 2 %         | 119 37 %      |
| 2022  | noviembre  | 165 6 %       | 12 6 %        | 146 9 %       |
| 2022  | diciembre  | 234 1 %       | 35 3 %        | 234 1 %       |

 * fórmula aplicada al acumulado del mes: acumulado de mes actual = (acumulado mes anterior + 100 )*(1 + [ porcentaje mes actual / 100] ) - 100

#### BCV 2023-2025
El 12 de mayo de 2023 el Banco Central de Venezuela reportó un cuadro de inflación de los últimos siete meses, la inflación en abril fue de 3.8 %, la acumulada en 86,7 % y la interanual en 436,3 %. La inflación mayo 5.1 % En junio registró una inflación de 6,2 una interanual de 429.21 %; en julio una mensual de 6.2 %, una inflación acumulada de un 121,3 % y una inflación interanual de 398.19 %. En octubre de 2023 el BCV confirma un crecimiento de la inflación en promedio de 8.7 % en el mes de septiembre y un acumulado de 158.3 % habiendo omitido el BCV su informe del mes de agosto en su momento. El BCV informó que la inflación subió 5,9% en octubre y 3,5% en noviembre para acumular 182,9% en 11 meses. En diciembre el BCV reportó una inflación de 2.4% y una inflación acumulada para el 2023 de 189,8% El Banco Central de Venezuela reportó una inflación de 1,7% en enero de 2024 (Interanual 107,4%)
Nuevamente desde noviembre de 2024 hasta marzo de 2025 el BCV dejó de informar los indicadores inflacionarios
| Fecha | Fecha      | Inflación BCV (%) | Inflación BCV (%) | Inflación BCV (%) |
| Año   | Mes        | Interanual        | Mensual           | Acumulada         |
| ----- | ---------- | ----------------- | ----------------- | ----------------- |
| 2023  | enero      | 344 9 %           | 42 1 %            | 42 1 %            |
| 2023  | febrero    | 415 6 %           | 19 3 %            | 69 6 %            |
| 2023  | marzo      | 439 6 %           | 6 1 %             | 79 9 %            |
| 2023  | abril      | 436 3 %           | 3 8 %             | 86 7 %            |
| 2023  | mayo       | 429 2 %           | 5 1 %             | 96 3 %            |
| 2023  | junio      | 429 21 %          | 6 2 %             | 108 4 %           |
| 2023  | julio      | 398 19 %          | 6 2 %             | 121 3 %           |
| 2023  | agosto     | 394 93 %          | 7 4 %             | 137 6 %           |
| 2023  | septiembre | 317 6 %           | 5 9 %             | 158 3 %           |
| 2023  | octubre    | 316 5 %           | 3 5 %             | 173 5 %           |
| 2023  | noviembre  | 282 9 %           | 8 7 %             | 182 9 %           |
| 2023  | diciembre  | 189 8 %           | 2 4 %             | 189 8 %           |

| Fecha | Fecha      | Inflación BCV (%) | Inflación BCV (%) | Inflación BCV (%) |
| Año   | Mes        | Interanual        | Mensual           | Acumulada         |
| ----- | ---------- | ----------------- | ----------------- | ----------------- |
| 2024  | enero      | 107.4 %           | 1,7 %             | 1.70 %            |
| 2024  | febrero    | 75.9 %            | 1,2 %             | 2.94 %            |
| 2024  | marzo      | 67.7 %            | 1,2 %             | 4.1 %             |
| 2024  | abril      | 64.9 %            | 2,0 %             | 6.3 %             |
| 2024  | mayo       | 59.2 %            | 1,5 %             | 7.8 %             |
| 2024  | junio      | 51.4 %            | 1,0 %             | 8.9 %             |
| 2024  | julio      | 43.6 %            | 0,7 %             | 9.7 %             |
| 2024  | agosto     | 35.5 %            | 1,4 %             | 11.2 %            |
| 2024  | septiembre | 25.75%            | 0,8 %             | 12.1 %            |
| 2024  | octubre    | 21.17%            | 4,0 %             | 16.6 %            |
| 2024  | noviembre  | %                 | %                 |                   |
| 2024  | diciembre  | %                 | %                 |                   |

### Reportes de la Asamblea Nacional 2015
A partir de la desinformación de diciembre de 2015 por parte del BCV, La Asamblea Nacional de mayoría opositora inició la entrega de un informe detallado mes a mes de la inflación en el país como una necesidad para inversionistas, empresas y público en general, mientras el BCV se abstuvo de informar hasta el año 2019. 
En 2015 Venezuela tuvo una inflación anual de 180,9 %, haciéndola la más alta en el mundo, y en la historia del país. Un año después, el BCV reportó de forma extraoficial que la inflación anual en 2016 fue de 274 %; sin embargo, el FMI estimó que la inflación de 2016 fue de 720 % y la Asamblea Nacional estimó una inflación del 550 %. En abril de 2017 el diputado opositor José Guerra, extrabajador del Banco Central de Venezuela (BCV) y miembro de la bancada mayoritaria del parlamento expresó: «No pensamos sustituir al Banco Central, nosotros lo que estamos es cubriendo un vacío que dejó el Banco Central al no publicar las cifras», dijo Guerra. «Ojalá el Banco Central suministre las cifras y lo haga bien, porque en ese momento ya nuestro índice no tendría sentido».
Venezuela para marzo de 2020 acumula seis años de depresión económica, agravada por una hiperinflación que pasa los 28 meses, la Asamblea nacional certificó que para el año 2019 la caída del PIB en 39.65 % calificándola como el peor periodo histórico de la economía venezolana comparándolo con el año 1983 del famoso viernes negro, cuando el PIB tuvo una caída de 9.9 %.
Para abril de 2020 la Asamblea Nacional ha seguido desbloqueando mensualmente la falta de información que no entrega el Banco Central de Venezuela, según el diputado Ángel Alvarado de la comisión de finanzas, la hiperinflación continua y se agrava con el paso del coronavirus, la canasta alimentaria subió a $ 263.0 en febrero estaba en $ 225.0, siendo el rubro de servicios el que más subió.
| Fecha | Fecha      | Inflación (%) | Inflación (%) |
| Año   | Mes        | Mensual       | Acumulada     |
| ----- | ---------- | ------------- | ------------- |
| 2017  | enero      | 18.7          | 18.7          |
| 2017  | febrero    | 20.2          | 42.4          |
| 2017  | marzo      | 16.2          | 65.5          |
| 2017  | abril      | 16.5          | 92.8          |
| 2017  | mayo       | 18.2          | 127.9         |
| 2017  | junio      | 21.4          | 176.7         |
| 2017  | julio      | 26.0          | 248.6         |
| 2017  | agosto     | 33.8          | 366.5         |
| 2017  | septiembre | 36.3          | 536.3         |
| 2017  | octubre    | 45.5          | 825.8         |
| 2017  | noviembre  | 56.7          | 1 350.7       |
| 2017  | diciembre  | 85,0          | 2 683.7       |

| Fecha | Fecha      | Hiperinflación (%) | Hiperinflación (%) | Hiperinflación (%) |
| Año   | Mes        | Interanual         | Mensual            | Acumulada          |
| ----- | ---------- | ------------------ | ------------------ | ------------------ |
| 2018  | enero      | 4 068.2            | 84,2               | 84.2               |
| 2018  | febrero    | 6 147.0            | 80,0               | 231.6              |
| 2018  | marzo      | 8 877.0            | 67.0               | 453.7              |
| 2018  | abril      | 13 779.1           | 80,1               | 897.2              |
| 2018  | mayo       | 24 571.1           | 110,1              | 1 995.2            |
| 2018  | junio      | 46 305.4           | 128,4              | 4 684.3            |
| 2018  | julio      | 82 766.0           | 125,0              | 10 664.7           |
| 2018  | agosto     | 200 005.1          | 223,1              | 34 680.7           |
| 2018  | septiembre | 488 865.3          | 233,3              | 115 824.2          |
| 2018  | octubre    | 833 997.2          | 148,2              | 287 623.9          |
| 2018  | noviembre  | 1 299 724.2        | 144,2              | 702 521.8          |
| 2018  | diciembre  | 1 698 488.7        | 141,7              | 1 698 488.2        |

| Fecha | Fecha      | Hiperinflación (%) | Hiperinflación (%) | Hiperinflación (%) |
| Año   | Mes        | Interanual         | Mensual            | Acumulada          |
| ----- | ---------- | ------------------ | ------------------ | ------------------ |
| 2019  | enero      | 2 688 670.0        | 191,6              | 191.6              |
| 2019  | febrero    | 2 295 981.0        | 53,7               | 348.2              |
| 2019  | marzo      | 1 623 656.0        | 18,1               | 429.3              |
| 2019  | abril      | 1 304 494.0        | 44,7               | 665.9              |
| 2019  | mayo       | 815 194.0          | 31,3               | 905.6              |
| 2019  | junio      | 445 482.0          | 24,8               | 1 155.0            |
| 2019  | julio      | 264 872.9          | 33,8               | 1 579.2            |
| 2019  | agosto     | 135 379.8          | 65,2               | 2 674.1            |
| 2019  | septiembre | 50 100.3           | 23,5               | 3 326.0            |
| 2019  | octubre    | 24 312,5           | 20,7               | 4 035.2            |
| 2019  | noviembre  | 13 475.8           | 35.8               | 5 515.6            |
| 2019  | diciembre  | 7 374.4            | 33.1               | 7 374.4            |

| Fecha | Fecha      | Hiperinflación (%) | Hiperinflación (%) | Hiperinflación (%) |
| Año   | Mes        | Interanual         | Mensual            | Acumulada          |
| ----- | ---------- | ------------------ | ------------------ | ------------------ |
| 2020  | enero      | 4140 %             | 65.4 %             | 65.4 %             |
| 2020  | febrero    | 3276 %             | 22.4 %             | 102.4 %            |
| 2020  | marzo      | 3365 %             | 21.2 %             | 145.37 %           |
| 2020  | abril      | 4210 %             | 80.0 %             | 341.61 %           |
| 2020  | mayo       | 3684 %             | 15.3 %             | 409.18 %           |
| 2020  | junio      | 3524 %             | 19,5 %             | 508.47 %           |
| 2020  | julio      | 4099 %             | 55,05 %            | 843.44 %           |
| 2020  | agosto     | 3078 %             | 25.04 %            | 1 079.67 %         |
| 2020  | septiembre | 3246 %             | 30.04 %            | 1 433.58 %         |
| 2020  | octubre    | 3332 %             | 23.80 %            | 1 798.57 %         |
| 2020  | noviembre  | 4087 %             | 65.70 %            | 3 045.92 %         |
| 2020  | diciembre  | 3713 %             | 21.20 %            | 3 713.00 %         |

| Fecha | Fecha      | Hiperinflación (%) | Hiperinflación (%) | Hiperinflación (%) |
| Año   | Mes        | Interanual         | Mensual            | Acumulada          |
| ----- | ---------- | ------------------ | ------------------ | ------------------ |
| 2021  | enero      | 3478 %             | 55.2 %             | 55.2 %             |
| 2021  | febrero    | 4311 %             | 50.9 %             | 134.2 %            |
| 2021  | marzo      | 3867 %             | 9.1 %              | 155.3 %            |
| 2021  | abril      | 2840 %             | 33.4 %             | 240.5 %            |
| 2021  | mayo       | 2950 %             | 19.6 %             | 307.3 %            |
| 2021  | junio      | 2616 %             | 6.4 %              | 333.0 %            |
| 2021  | julio      | 1984 %             | 19.0 %             | 415.7 %            |
| 2021  | agosto     | 1743 %             | 10.6 %             | 470.3 %            |
| 2021  | septiembre | 1456 %             | 9,7 %              | 525,7 %            |
| 2021  | octubre    | 1258 %             | 8.1 %              | 576.3 %            |
| 2021  | noviembre  | 769 %              | 6.0 %              | 616.9 %            |
| 2021  | diciembre  | 660 %              | 6.0 %              | 660.0 %            |

| Fecha | Fecha      | Inflación (%) | Inflación (%) | Inflación (%) |
| Año   | Mes        | Interanual    | Mensual       | Acumulada     |
| ----- | ---------- | ------------- | ------------- | ------------- |
| 2022  | enero      | 405.0 %       | 4.8 %         | 4.8 %         |
| 2022  | febrero    | 246.0 %       | 1.7 %         | 6.6 %         |
| 2022  | marzo      | 251.0 %       | 10.5 %        | 17.8 %        |
| 2022  | abril      | 172.0 %       | 3.6 %         | 22.0 %        |
| 2022  | mayo       | 151.0 %       | 10.1 %        | 34.3 %        |
| 2022  | junio      | 170,0 %       | 14,5 %        | 53,8 %        |
| 2022  | julio      | 139,0 %       | 5,3 %         | 62.0 %        |
| 2022  | agosto     | 153.0 %       | 17.3 %        | 90.0 %        |
| 2022  | septiembre | 157.0 %       | 11.5 %        | 111.8 %       |
| 2022  | octubre    | 173.0 %       | 14.5 %        | 142.6 %       |
| 2022  | noviembre  | 213.0 %       | 21.9 %        | 195.7 %       |
| 2022  | diciembre  | 305.7 %       | 37.2 %        | 305.7 %       |

 * fórmula aplicada al acumulado del mes: acumulado de mes actual = (acumulado mes anterior + 100 )*(1 + [ porcentaje mes actual / 100] ) - 100

#### OVF 2023-2025
| Fecha | Fecha      | Inflación OVF (%) | Inflación OVF (%) | Inflación OVF (%) |
| Año   | Mes        | Interanual        | Mensual           | Acumulada         |
| ----- | ---------- | ----------------- | ----------------- | ----------------- |
| 2023  | enero      | 440 0 %           | 39 4 %            | 39 4 %            |
| 2023  | febrero    | 537 ,7 %          | 20 2 %            | 67 7 %            |
| 2023  | marzo      | 501 0 %           | 4 2 %             | 74 7 %            |
| 2023  | abril      | 471 0 %           | 2 5 %             | 79 0 %            |
| 2023  | mayo       | 458.0 %           | 7.6 %             | 84.9 %            |
| 2023  | junio      | 429.0 %           | 8.5 %             | 100,8 %           |
| 2023  | julio      | 439.0 %           | 7.2 %             | 115.0 %           |
| 2023  | agosto     | 422.0 %           | 13.6 %            | 144.6 %           |
| 2023  | septiembre | 396.0 %           | 6.0 %             | 159.4 %           |
| 2023  | octubre    | 362.0 %           | 6.7 %             | 176.7 %           |
| 2023  | noviembre  | 286.0 %           | 1.8 %             | 181.6 %           |
| 2023  | diciembre  | 193.0 %           | 3.9 %             | 193.0 %           |

| Fecha | Fecha      | Inflación OVF (%) | Inflación OVF (%) | Inflación OVF (%) |
| Año   | Mes        | Interanual        | Mensual           | Acumulada         |
| ----- | ---------- | ----------------- | ----------------- | ----------------- |
| 2024  | enero      | 121%              | 4.2%              | 4.2%              |
| 2024  | febrero    | 85%               | -0.5%             | 3.67% ªª          |
| 2024  | marzo      | 89%               | 3.9%              | 7.8%              |
| 2024  | abril      | 87%               | 2.9%              | 10.9%             |
| 2024  | mayo       | 78%               | 3.9%              | 15.3%             |
| 2024  | junio      | 68%               | 2.4%              | 18.1%             |
| 2024  | julio      | 62%               | 4.0%              | 22.0%             |
| 2024  | agosto     | 52%               | 2.8%              | 26.1%             |
| 2024  | septiembre | 46%               | 3.4%              | 30.4%             |
| 2024  | octubre    | 51%               | 9.6%              | 43.0%             |
| 2024  | noviembre  | 60%               | 12.5%             | 67.0%             |
| 2024  | diciembre  | 85%               | 14.8%             | 85.0%             |

| Fecha | Fecha   | Inflación OVF (%) | Inflación OVF (%) | Inflación OVF (%) |
| Año   | Mes     | Interanual        | Mensual           | Acumulada         |
| ----- | ------- | ----------------- | ----------------- | ----------------- |
| 2025  | enero   | 91.3%             | 7.9%              | 7.9%              |
| 2025  | febrero | 117%              | 12.8%             | 20.3%             |
| 2025  | marzo   | 136%              | 13.1%             | 36.1%             |
| 2025  | abril   | 172%              | 18.4%             | 63.1%             |
| 2025  | mayo    | 229%              | 26.0%             | 105,5%            |
| 2025  | junio   |                   |                   |                   |

(ªª) usando fórmula recomendada se detalla una deflación durante febrero de 2024
Según la información del Observatorio Venezolano de Finanzas, el BCV no informa desde octubre de 2024, Nicolás Maduro dijo en enero, en su discurso de Memoria y Cuenta 2024, que la inflación cerró 2024 en 48% y la empresa financiera Ecoanalítica se ubica en un punto intermedio de 61.5%, Cedice reportó, la inflación durante 2024 fue de 85% y en febrero de 2025 la inflación acumulada fue de 20.35%. la interanual 113.67% El 21 de junio de 2025 el régimen de Nicolás Maduro bloqueó el sitio web del Observatorio Financiero de Venezuela que venía informando desde 2017 mes a mes. El viernes 13 de junio, OVF publicó un comunicado denunciando la persecución de quienes se dedican a la recopilación, análisis y difusión de datos estadísticos. Así Criminaliza y silencia los datos reales y análisis técnicos independientes sobre la inflación, el dólar paralelo, la caída del poder adquisitivo y de los ingresos del país, esta es una acción típica de muchas dictaduras, en especial de aquellas que enfrentan crisis profundas y prolongadas luego de haber sido detenidas 8 economistas de reconocida trayectoria como es el caso de los académicos, profesores universitarios y consultores, Daniel Cadenas, Gerardo Cacique y Rodrigo Cabezas, exministro de Finanzas.

## Historia del tipo de cambio

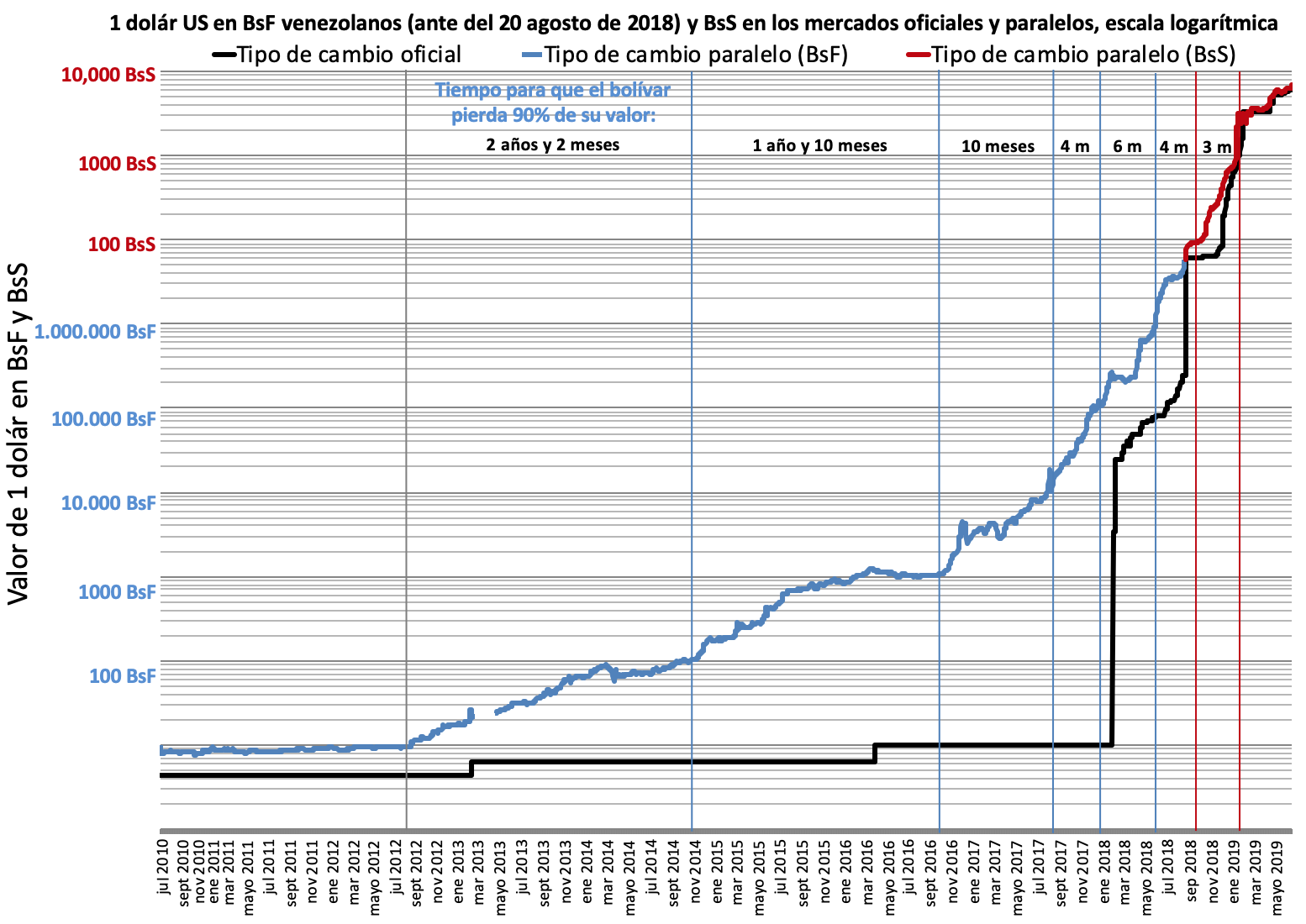
Escala logarítmica de la devaluación del bolívar con respecto al dólar de 2010-2021
* valor del bolívar oficial gráfica en negro (2010-2021)
* mercado paralelo: bolívar fuertegráfica en azul (2010-2018) y
* bolívar soberanográfica en rojo (2018-2021)

Según la ley venezolana, a partir del año 2008 era ilegal publicar el "tipo de cambio paralelo" en Venezuela. Un sitio web popular que ha estado publicando tipos de cambio paralelos desde 2010 es DolarToday, que también ha sido crítico con el gobierno de Maduro. Estas tablas y gráficos muestran el historial del tipo de cambio tanto del bolívar fuerte como del bolívar soberano en comparación con el dólar estadounidense (USD) entre 2012 y 2021.

## Controlando la hiperinflación
El gobierno desde el 2020 ha venido informando mes a mes el mínimo crecimiento de la economía sin haber hecho las correcciones realmente efectivas, muchas promesas se han diluido en el tiempo, Nicolás Maduro, afirmó el 26 de diciembre que 2021 ha sido el primer año de crecimiento económico para Venezuela desde que Estados Unidos empezó a imponerle sanciones, la corrupción ha continuado dentro de la empresa Pdvsa, como el caso PDVSA-Cripto en marzo de 2023. Sin embargo un reporte coloca a Venezuela de primera en la lista de los Países latinoamericanos con mayor inflación entre enero y noviembre de 2023. La desaceleración de la inflación durante 2023 también se ha debido a la política de reducción de los salarios reales de los trabajadores, Las remuneraciones reales para los empleados públicos han caído dramáticamente en los últimos años, lo que ha reducido la capacidad de compra de los consumidores, llegando al extremo de ser el más bajo entre los países del mundo, equivalente a 3.62 dólares mensuales.

### Liberación del sistema cambiario de la moneda
La eliminación del sistema de control de cambios de la moneda (Cadivi, DICOM y DIPRO) que duró 16 años, desde el 5 de febrero de 2003 hasta mayo de 2019, la economía venezolana entró a un proceso de dolarización, fue uno de los factores que ha frenado la hiperinflación y que se observa en los cuadros estadísticos, según el economista director de la firma Ecoanalítica, Asdrúbal Oliveros más del 60 % de las transacciones en importantes ciudades venezolanas se hace en dólares y la liquidez en dólares es seis veces más que la liquidez en bolívares.

### El control de precios
El control de precios vino con el control de cambio un día después el 6 de febrero de 2003 que publicó una lista de 45 bienes y 7 servicios que serían declarados de primera necesidad y cuyos precios máximos de venta al público serían fijados por el Ejecutivo Nacional, según Gaceta N.º 37629 del 11 de febrero de 2003 y que fue mutando de nombre durante los siguientes años
que trajo como consecuencia escasez e inflación entre 2006 y 2019, en 2004 Ley de Protección al Consumidor y al Usuario, en 2008 Ley para la Defensa de las Personas en el Acceso a los Bienes y Servicios, en 2010 Ley para la Defensa de las Personas en el Acceso a los Bienes y Servicios, en 2011 Ley de Costos y Precios Justos, en 2014 Decreto N.º 1.467, mediante el cual se dicta el Decreto con Rango, Valor y Fuerza de Ley de Reforma Parcial del Decreto con Rango, Valor y Fuerza de Ley Orgánica de Precios Justos, en 2015 Decreto con Rango, Valor y Fuerza de Ley de Reforma Parcial de la Orgánica de Precios Justos. El 13 de mayo de 2016 el ministro Miguel Pérez Abad divulga el ajuste de precios de algunos alimentos, como el pollo, la carne, la leche entera, la harina de maíz y las pastas. De igual forma para las medicinas, como aciclovir micronizado, ácido fólico, albendazol micronizado, ampicilina trihidrato, atenolol, clotrimazol, fluconazol, amoxicilina clavulánico, ibuprofeno, acetaminofen, bromazepam y carbamazepina. La ley de control de precios no ha sido derogada y continúa vigente aunque no se está aplicando para junio de 2024.

### Precios reales de los combustibles
Otra de las fuertes medidas económicas tomadas a través de la crisis energética en el país entre 2014 y 2019, fue el alza del precio de la gasolina en febrero de 2016 conocido como el Paquetazo rojo en la historia venezolana, Nicolás Maduro, anunció el aumento de la gasolina, quedando en 1 Bs. para la de 91 octanos y en 6 Bs. para la de 95 octanos. Representando un 1328,57 % y 6085,56 % de incremento en el precio que se manejaba desde 1996. En mayo de 2020 aumenta el precio de la gasolina, Tras la llegada de buques cargados de gasolina provenientes de Irán, Nicolás Maduro anunció el incremento del precio del combustible y el inicio de un plan de distribución. El costo de la gasolina expresado fue de 5000 bolívares por litro; se podrá adquirir hasta 120 litros mensuales por vehículo y 60 para motos. La solución fue la de dolarizar la venta de gasolina. y del gasoil en octubre de 2021 Según Asdrúbal Oliveros se espera que para el 2022 Venezuela abandone la hiperinflación.

## Consecuencias

### Extinción del valor de la moneda

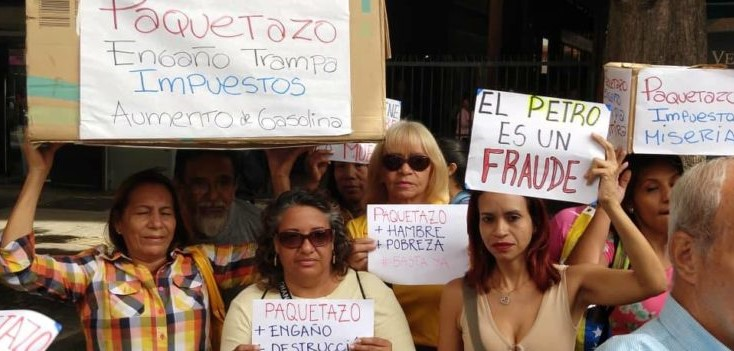
Protesta contra el Viernes Rojo.

El 20 de agosto de 2018 se aplicó lo que se llamó una reconversión monetaria al bolívar, designando un nuevo signo monetario denominado bolívar soberano (Bs.S). Dicho proceso estableció una pérdida de cinco ceros de la moneda original con una tasa de conversión de 100 000 Bs. igual a 1 Bs.S. Anunciada el 22 de marzo de 2018 por el ejecutivo, estaba prevista para hacerse efectiva el 4 de junio del mismo año, estableciendo una tasa de conversión de 1000 Bs. igual a 1 Bs.S; sin embargo, fue prorrogada dos veces.
Según el gobierno aunque la medida generó diversas críticas en la sociedad venezolana, la medida no logró la estabilidad de la economía como estos esperaban ya que debían acompañarse de ajustes en el gasto público e impulsar la producción nacional. La crisis del efectivo durante el 2018 se convierte en un verdadero drama para los venezolanos durante de la hiperinflación, los billetes van perdiendo su valor y se impone a partir de 2019 el uso de dólares con mayor frecuencia en las transacciones, se origina tremendas colas en los bancos para obtener bolívares para el pago de transporte público, la falta de billetes en circulación solo representan 7,56 % de la liquidez monetaria total, según información del BCV.
Durante los últimos dos años el BCV ha incrementado la liquidez monetaria al punto de haber llegado en julio de 2021 a 2071 billones de bolívares en circulación que acumula un incremento de 214,6 %, una velocidad apenas menor al 243,7 % que llevaba el año pasado. En julio de 2021, el gobierno se prepara para recortar en agosto seis ceros del cono monetario, para algunos economistas las medidas económicas no han sido efectivas a pesar de que se ha dolarizado la gasolina el 30 de mayo de 2020, lo que ha permitido moderar la hiperinflación.
Dolarización de la economía
Después de 2021 el gobierno ha estado tratando de desdolarizar la economía para lo cual en 2022 aprobó un impuesto a las grandes transaciones comerciales lo que en pricipio logró frenar la dolarización sin embargo frenó el crecimiento económico que venía iniciando durante el primer semestre de 2022. En junio de 2023 un informe de la firma Ecoanalítica estimó que alrededor de US$4825 millones en efectivo están circulando actualmente en toda Venezuela, mientras que US$1279 millones se mantienen en bolívares según el Banco Central circulan unos 35,200 millones de bolívares en el país (TC al momento del informe 26.85 bolívares por dólar) La empresa destacó, durante su foro «Perspectivas 2023», que las transacciones en divisas en la nación han incrementado, al registrarse en 53 % en el mes de mayo de 2023, en comparación al 47 % obtenido hace 6 meses.

### Ajuste de salarios durante 2017 al 2022 inferiores a la inflación
Durante el periodo de inflación e hiperinflación se dio como medidas correctivas a la devaluación de la moneda, el aumento de salarios hasta cuatro veces en 2016 y seis veces durante 2017 y 2018, en el año de 2019 y 2020 se ajustaron los salarios tres veces en cada año. para tratar que el trabajador no pierda su poder adquisitivo sin embargo los ajustes fueron cada vez inferiores a la hiperinflación por lo que los salarios cayeron de un promedio de 50 dólares mensuales en 2015 a menos de 5 dólares al mes en 2020, incluyendo bonos de alimentación con un promedio anual durante el 2016-2017 de 30 dólares y durante el año 2018-2019 entre 2.93 y 7.95 dólares mensuales. Para febrero del 2021, el sueldo que cobran pensionados y jubilados era de 0.66$ mensuales (1.200.00 Bs. a la tasa oficial de 1.803.000 Bs. por dólar estadounidense) Un resumen periodístico tituló "Maduro ha realizado 32 ajustes de sueldos en 10 años de gobierno". Luego de dos cambios del cono monetario con la eliminación de once ceros, en septiembre de 2018 y en octubre de 2021 el salario mínimo ha promediado desde 2017 entre US $15.0 y 1.50 dólares mensuales. Desde marzo de 2022 el salario mínimo se ha mantenido en 130 bolívares que representaba para mayo de 2024 solo $3.56 dólares aplicando una política de bonos.

### Migración de la población

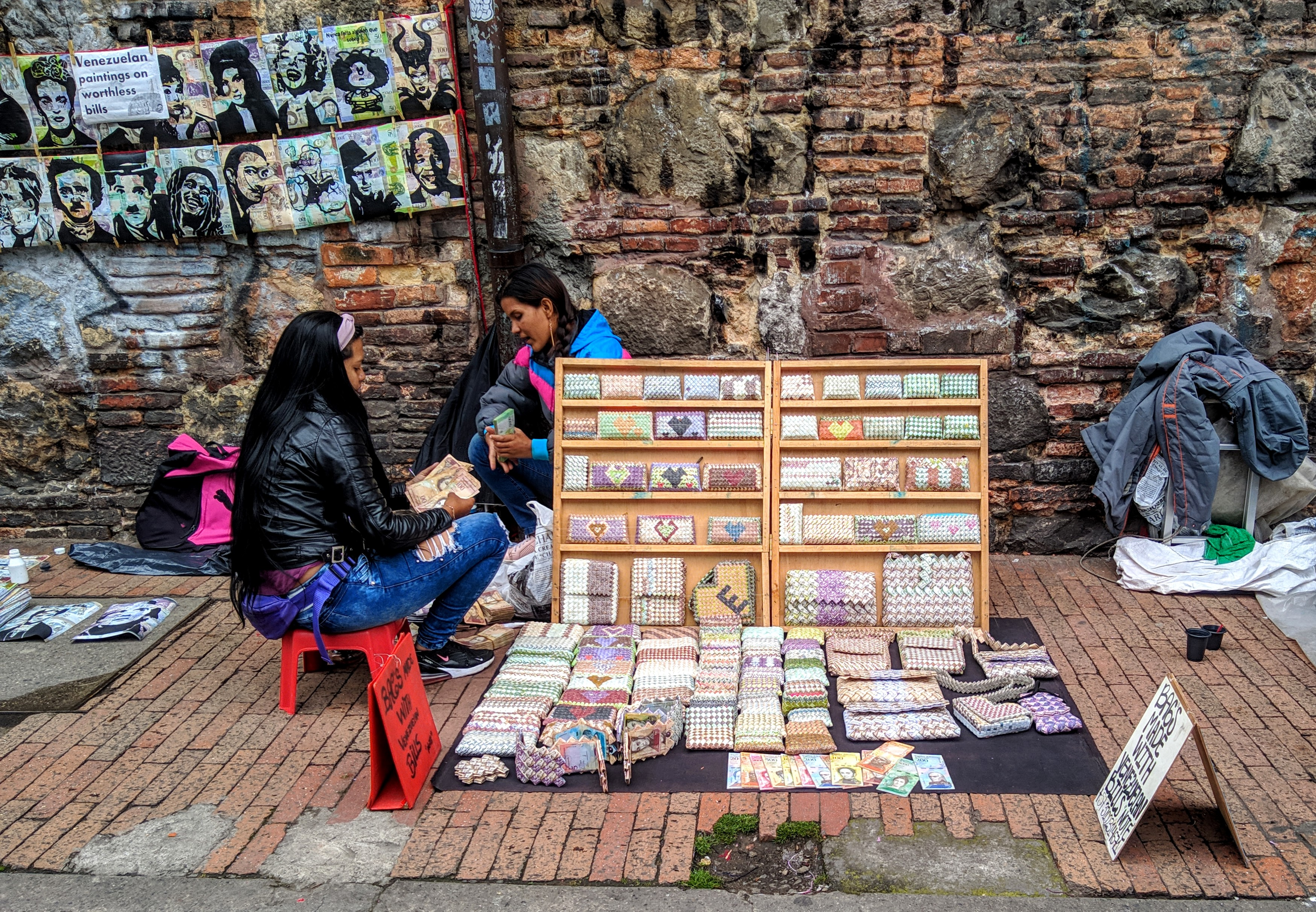
Mujeres venezolanas en Bogotá vendiendo mercancía hecha de billetes venezolanos sin valor.

La emigración en Venezuela siempre ha existido de una forma moderada. Es a partir de 2015 cuando se incrementa la salida del país de casi un 30 % de la población debido a la inflación de su economía, y que vino en aumento cuando el país entró a la hiperinflación. Según la OEA y ACNUR ha sido catalogado como una de las emigraciones más grandes de la historia del hemisferio. Según la Agencia de la ONU para los Refugiados (ACNUR) el deterioro de la situación política, económica y de derechos humanos en Venezuela continúa, por lo que el apoyo internacional se hace necesario. Un informe de febrero de 2020 describe que van 4.8 millones de venezolanos registrados entre refugiados y migrantes. En abril de 2021 debido a las tragedias de Güiria y la de Tucupita donde murieron y desaparecieron unas 50 personas ACNUR y la OIM Organización Internacional de Migración pidieron rutas más seguras para estas personas tras un nuevo naufragio en el Caribe. Según un cálculo hecho por ACNUR hay unos 5.4 millones de venezolanos que han emigrado de los cuales 224 mil se ubican en la región de las islas del Caribe. Brasil ha implementado un programa para atender a los migrantes venezolanos para reubicarlos en 675 ciudades con lo cual ha logrado darles fuentes de trabajo. La diáspora venezolana esta superando a la migración Siria que huye de una guerra interna. Para diciembre de 2021 ACNUR el portavoz de América Latina informó que diariamente siguen saliendo «alrededor de 1000 personas se van de Venezuela sin intención de volver» y agregó que hay movimientos de personas que van y vienen de Venezuela. También sostuvo que alrededor de seis millones de venezolanos se encuentran distribuidos en diferentes países.

### El incremento del desempleo
El desempleo se ha ido incrementando en los años de hiperinflación. En octubre de 2019 la tasa de desempleo llega al 35 %. Para finales de año se estimó que aumentara hasta el 39 % a 40 %, y además que un 60 % de la población económicamente activa pertenezcan al sector informal, lo que influye en el bajo salario que ha hecho que muchos jóvenes emigren a otros países.
Para el 26 de abril de 2021 la tasa de desempleo estimada fue calculado en un 58.3 % (2020 est.) según el FMI, es considerada la «más alta del mundo», mientras el gobierno estima en un 7 % el desempleo lo que refleja desinformación por parte del estado.

### Desconfianza en la moneda nacional e incremento de transacciones en moneda extranjera

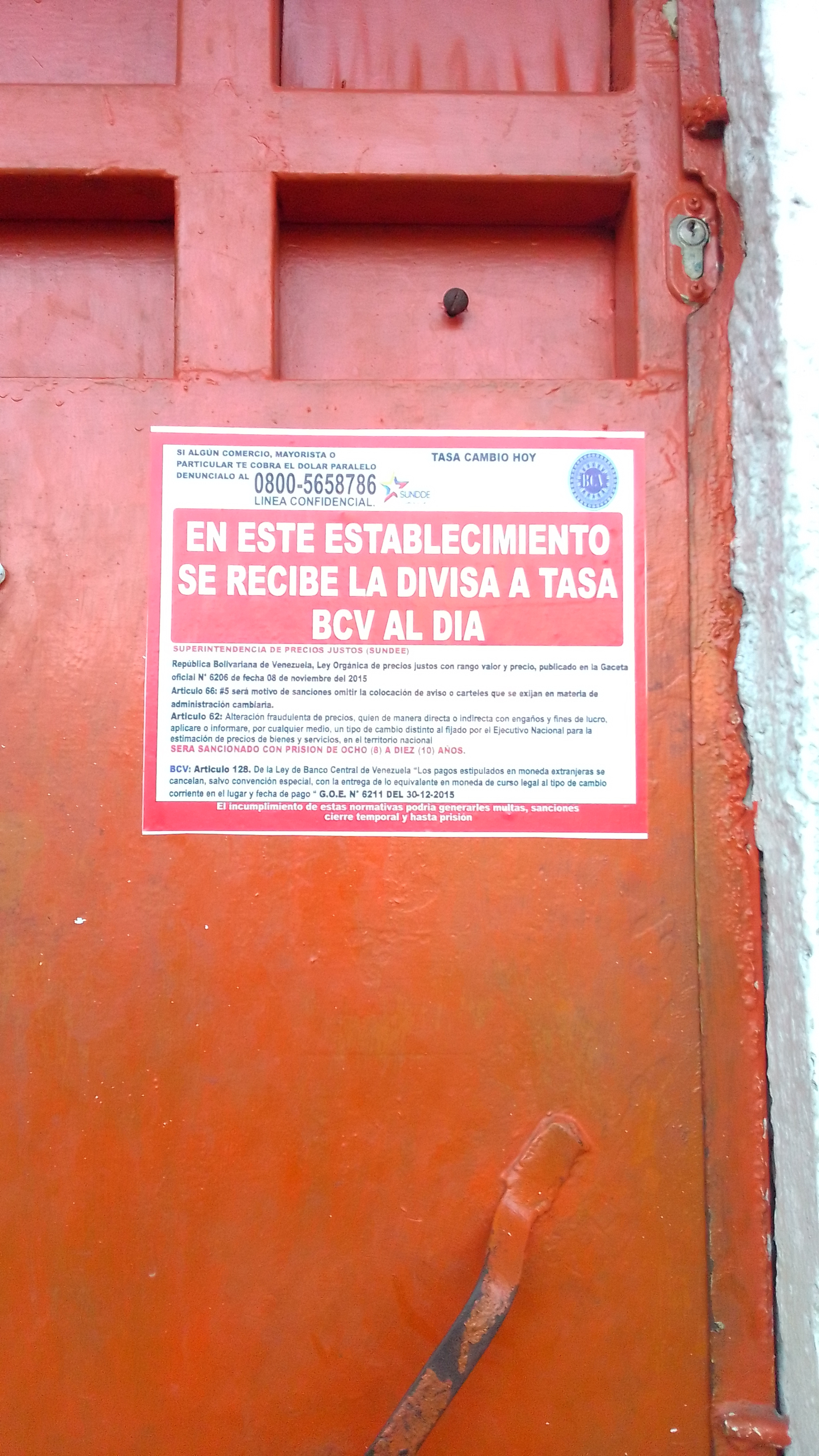
Comercio con un cartel que indica se recibe la divisa a la tasa del día publicada por Banco Central de Venezuela.

A partir de noviembre de 2019, la economía venezolana se ha visto dolarizada, tan es así que un informe estima que un 54 % de las operaciones de compra-venta se realizan en dólares. Según Ecoanalítica, una encuestadora nacional, más de cuatro millones de venezolanos radicados en países del exterior envían remesas a sus familiares con la cual sostienen la economía familiar, el mismo estudio afirma que Maracaibo que es la segunda ciudad de Venezuela esta realizando en un 86 % sus transacciones en moneda extranjera, lo que ha marcando una brecha entre los que están trabajando por bolívares y los que reciben dólares de las remesas. Lo que ha desencadenado en una dolarización de facto.
El 10 de junio de 2023 un informe de la firma Ecoanalítica estimó que alrededor de US$4825 millones en efectivo están circulando actualmente en toda Venezuela, mientras que se estima unos US$1279 millones se mantienen en bolívares; según el Banco Central circulan unos 35,200 millones de bolívares en el país (TC al momento del informe 26.85 bolívares por dólar) La empresa destacó, durante su foro «Perspectivas 2023», que las transacciones en divisas en la nación han incrementado, al registrarse en 53 % en el mes de mayo de 2023, en comparación al 47 % obtenido hace 6 meses. En 2023 el 79 % de las operaciones de compra-venta se realizan en dólares.

### La petro-incertidumbre
Desde diciembre de 2017 se dio inicio a la creación de una moneda virtual con un valor representativo en dólares basado en el precio de un barril de petróleo, en diciembre de 2018 cuatro millones de venezolanos recibieron sus aguinaldos en petros convertibles en la misma plataforma Patria a bolívares con la intención de fomentar el ahorro en petros, muy pocos dejaron ahorros en petros y transformaron en bolívares dichos aguinaldos, en septiembre de 2018 el BCV dejó de emitir el valor de un petro al no observar movimiento bursátil quedando muchos atrapados en la incertidumbre, la solución les llegaría un año después en diciembre de 2019.
Según opinión del economista Víctor Álvares, el ingreso petro en la economía venezolana como una medida anti-inflacionaria durante los últimos diez días de diciembre de 2019 y como un ensayo generó la emisión de bolívares sin un respaldo, originó que el bolívar se devaluara en un 60  % aproximadamente, y que tuvo que ser suspendido el sábado 4 de enero, luego de más de 2 585,755 operaciones a través de la plataforma bio-pago realizado en 7,422 negocios, el experimento produjo un nuevo proceso inflacionario al no estar eficientemente planificado. Todo indica a desaparecer el bolívar como moneda y hacer ver al Petro como una nueva moneda nacional se están dando las condiciones para pagar en ciertas entidades públicas como puertos, aeropuertos, registros y notarias así como la venta de gasolina para aeronaves en petros de acuerdo al decreto Nro. 4096.

### Desnutrición infantil
Para julio de 2020 una encuesta realizada por un grupo de universidades encontró en sus análisis que la desnutrición infantil alcanzaba a un 8 % de la población infantil menores a 5 años y que un 30 % tienen desnutrición crónica por baja talla o estatura.

### Salarios indignos

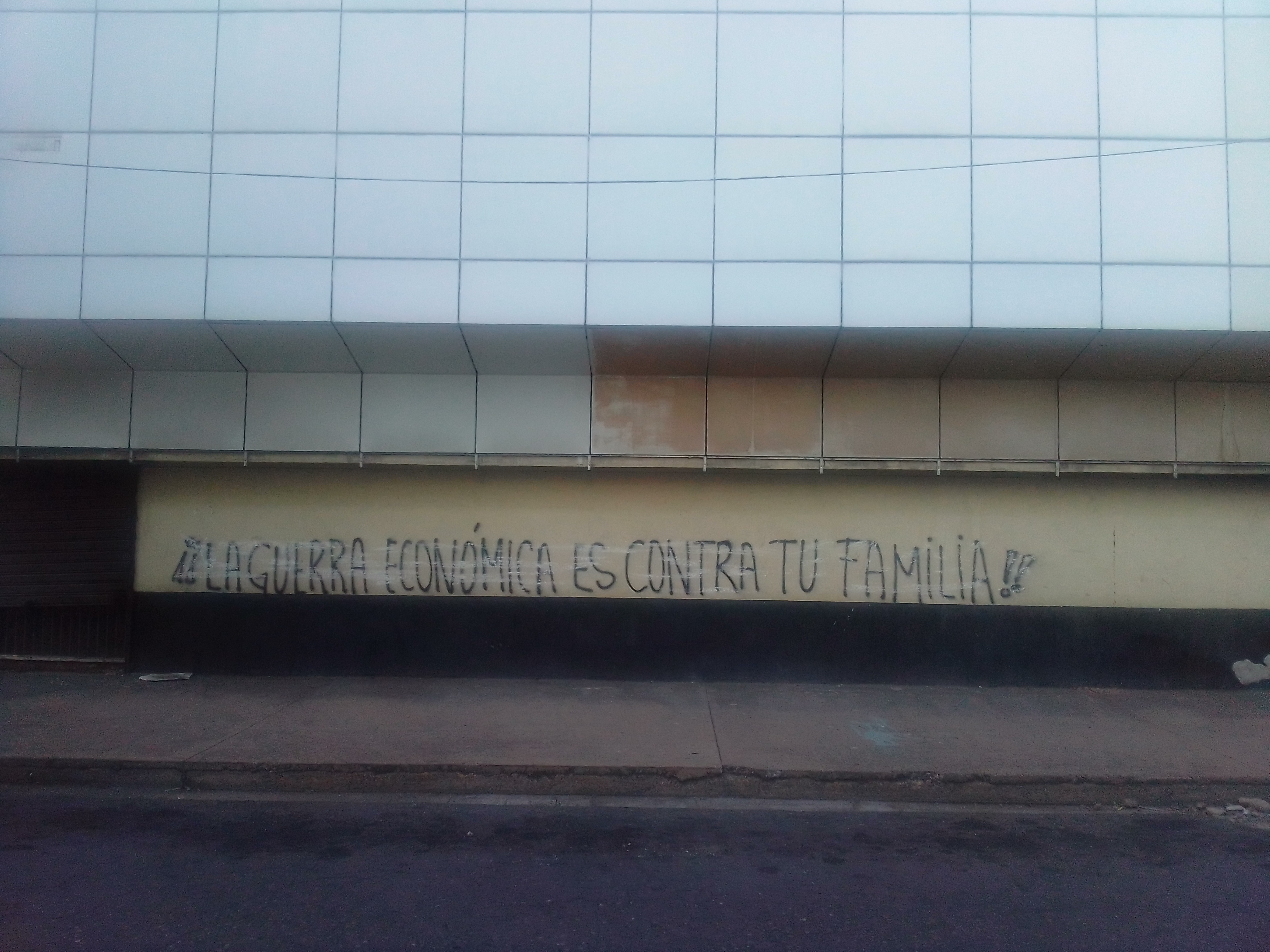
Grafiti donde se culpa a una supuesta guerra económica por la crisis.

Los venezolanos vienen recibiendo desde enero de 2018 los salarios mensuales más bajos del planeta, típicamente menos que 10 dólares mensuales. En respuesta, el gobierno ha aumentado los sueldos hasta cinco veces por año. En abril de 2021 el gobierno se hizo un aumento del 300 %, desde US $0.65 a US $3.55 mensual, o 1.2 millones a 7 millones de bolívares. Por lo tanto, la mayoría de venezolanos se sostiene económicamente gracias a las remesas que llegan del exterior que se ha convertido en el sostén de la economía familiar por parte de la diáspora venezolana.
En mayo de 2023 se mantuvieron los sueldos sin incremento desde marzo de 2022 que consistía en b/. 130 mensuales (equivalente en mayo de 2023 a US 5.35), sin embargo hubo un aumento del Bono de Guerra Económica y del Cestaticket, sin aumentar con ello el salario mínimo ni indexarlo al precio del dólar. El bono de guerra económica, fue elevado al equivalente de 30 dólares y el cestaticket, aumentó a 40 dólares que se mantendrá al tipo cambio del BCV. Gaceta oficial N.º 6746

### Pérdida de las Reservas Internacionales
Venezuela ha perdido entre el año 2010 y 2021 aproximadamente 25 mil millones de dólares de sus reservas de las cuales disponía entre sus reservas de oro 372.9 toneladas de oro que para junio de 2021 disponía solamente 83 Toneladas. y para agosto de 2023 se encontraban en 61 toneladas, bajaron en 8 toneldas durante el primer semestre de 2023. Analistas han señalado que las barras de oro se han vendido a cambio de divisas en efectivo.

## Reducción de la hiperinflación
Después de 4 años y 2 reconversiones monetarias, Venezuela salió del ciclo de hiperinflación en el que se encontraba desde noviembre de 2017 a comienzos de 2022, el Banco Central de Venezuela (BCV), dio a conocer que las cifras de inflación de diciembre de 2021 fueron del 7,6 %. con eso se cumplían 12 meses con una variación por debajo del 50 %, considerado por los expertos como el umbral de la hiperinflación. Sin embargo, Venezuela sigue teniendo la inflación más alta del mundo.
Esto ocurrió luego de que la administración de Maduro aplicó una importante reducción de gastos por parte del Estado, restricciones al crédito bancario y un menor gasto en bolívares para mantener la estabilidad del tipo de cambio. también una importante reducción del déficit fiscal que en 2017 era del 20 % para 2020 según un estudio independiente de la Universidad Católica Andrés Bello se situó en un 7,9 %. Otras medidas aplicadas fue acabar con el subsidio a la gasolina, aflojar el control de precios y abrir el mercado cambiario, que estuvo sujeto a un férreo control estatal por más de 16 años. Esto permitió más importaciones y un pequeño renacer de la industria privada.
Un punto clave en todo fue la dolarización. En las principales ciudades de Venezuela, un 67 % de los pagos de alimentos, artículos de higiene personal y de servicios como los de salud se realizan en divisas. Bodegones, supermercados y tiendas de ropa marcan ahora sus precios en la divisa extranjera y el dólar se utiliza para casi 2 tercios de las transacciones, según Ecoanalítica.
Esta dolarización tiene dos características: la primera es que es de facto ya que formó parte de una estrategia formal del gobierno al derogar la Ley de Ilícitos Cambiarios el 2 de agosto de 2018, norma que establecía sanciones económicas y penas de prisión a quienes usaran divisas en fines no declarados, fue la última salida económica al fracaso de diferentes sistemas de control de la divisa, para contener la devaluación de la moneda con lo cual se interrumpió la emisión bancaria de bolívares sin respaldo. La segunda es que el bolívar no fue reemplazado por el dólar aunque su circulación como moneda estuvo muy restringido de manera virtual a través de las cuentas bancarias, muchas operaciones de compra venta de bienes muebles e inmuebles se hacían en dólares durante el año 2020, por lo muy devaluado que estaba. Algunos analistas dicen que la dolarización fue parcial, ya que el gobierno mantiene la moneda nacional para, por ejemplo, pagarle a los empleados públicos un valor equivalente a dos dólares o el cobro de servicios.
Venezuela con 170 % de inflación durante los seis primeros meses, ocupa el tercer lugar en el mundo en 2022 por debajo de Líbano con 211 % y Sudán con 199 %. Venezuela es el país con la más alta inflación en América Latina de acuerdo a los índices del Observatorio Venezolano de Finanzas (OVF) que acumula hasta noviembre 213 % de inflación. El Banco Central de Venezuela aún no ha publicado esta cifra, que suelen diferir ligeramente de las estadísticas independientes. la segunda más alta fue la de Argentina con un 94 % hasta noviembre. Le siguen Colombia y Chile con 12,5 % de inflación El año 2022 según el Observatorio Venezolano de Finanzas (OVF) reportó que la inflación de diciembre 2022 fue de 37.2 % y la anual fue de 305.7 % de los cuales destacan destacan Vestido y Calzado (57,8 %), Equipamiento del Hogar (55,8 %), Alquiler de Vivienda (51,8 %) y Alimentos (49,4 %) Para el año 2023 la inflación interanual volvió a remontar tal como lo presenta el cuadro del Observatorio venezolano de finanzas (OVF).

## Repunte inflacionario 2023
Para algunos economistas como Asdrúbal Oliveros, socio director de Ecoanalítica pronostican para el 2023, el retorno de la hiperinflación de no tomarse medidas que corrijan la economía del país y orienten a un país con mayor producción, para los meses de noviembre y diciembre de 2022 la moneda nacional sufrió una fuerte devaluación en casi un 64,85% de su valor. Sin embargo una de las frustraciones relevantes desde el punto de vista económico es que la producción petrolera venezolana se ha mantenido estancada entre 650.000 y 750.000 barriles durante el año 2022 y hasta parte de agosto del año 2023.
El 8 de marzo el Observatorio Venezolano de Finanzas (OVF) indica que la tasa de inflación mensual alcanzó a 20,2%, la acumulada a 67,7% y la anualizada 537,7%, durante el mes de febrero, el BCV intervino con mayor monto de reservas por cuanto el instituto emisor perdió US$ 420 millones de sus reservas. Los mayores aumentos fueron los Servicios con 156,3%, Salud 15,8%, Vestido y Calzado 13,5% y Equipamiento del Hogar 15,1%. Mientras el Banco Central no viene reportando la inflación desde noviembre pasado.
En opinión del economista Pedro Palma para controlar la inflación, recordó que uno de los principales generadores de hiperinflación fue la creación de dinero para cumplir con el gasto público. desde octubre el BCV ha incrementado la liquidez del cono monetario según datos suministrados por el propio banco que reportó la mayor liquidez monetaria de 24 192.8 millones de bolívares o el equivalente a 991,5 millones de dólares al precio oficial en febrero de 2023. Al final de octubre la liquidez apenas llegaba a 13.610,94 millones de bolívares. En el reporte del BCV al 30 de noviembre la liquidez fue de 18.577,77 millones de bolivares. El economista y profesor universitario, Hermes Pérez, sostiene que la elevada inflación venezolana se debe a que el BCV sigue financiando, con emisión monetaria inorgánica, los gastos del Gobierno ante su limitada capacidad de ingresos, la inflación de julio se relacionó estrechamente con el alza del dólar (7,1%) y la interanual se aceleró a 439% en el mes de julio.

## Deflación febrero 2024
El Observatorio Venezolano de Finanzas (OVF) reportó que entre 2007 y 2024 se presentó una deflación en Venezuela durante el mes de febrero de 2024 al cierre cuando los precios cayeron, en promedio, 0,5%. El índice de precios del sector Alimentos y Bebidas no Alcohólicas fue el que indicó la mayor contracción de precios, con una caída de -3,1%. En segundo lugar las Bebidas Alcohólicas, el Tabaco y Bienes y Servicios diversos comparten un indicador de deflación de -2,2% a diferencia el sector telecomunicaciones que reportó el mayor incremento de precios, con un alza de 1,9%, continuando con el de Esparcimiento con 1,7% y Restaurantes y Hoteles con 1,5%. El Observatorio Venezolano de Finanzas (OVF) informó que la primera vez que ocurrió una deflación ocurrió en febrero de 1950 cuando los precios bajaron 0,5% y el segundo fue al mes siguiente cuando variaron -1,4%.

## Distorsión inflacionaria en 2024
Durante septiembre de 2024 se presentó una distorsión en la información real de la inflación, existen varias versiones diferentes sobre la inflación acumulada a partir de septiembre como la versión oficial del BCV  cuya inflación acumulada es de 12.1%, una segunda ofrecida por el "Observatorio Venezolano de Finanzas" de 30.4% de inflación acumulada, una tercera informada por "CEDICE" que la Inflación acumulada anualizada al mes de septiembre fue de 27.03%  y la última de  proyecciones de FocusEconomics que reporta la inflación acumulada de 43.4% del economista Asdrúbal Oliveros basada en los pronósticos de 17 firmas de análisis económico y financiero,. Según los resultados de la ONG Cedice-Libertad, la inflación en bolívares para noviembre se disparó 14,47 %, la inflación interanual, de noviembre de 2023 a noviembre de 2024, la organización dijo que fue de 51,27 %.
El año 2024 cerró la inflación en 73,27%, mientras precios en dólares subieron 19,52% en 2024 de acuerdo con el informe del Observatorio de Gasto Público de Cedice Libertad.